# ПТ-85
ПТ-85 (Об'єкт 906) — радянський дослідний легкий плаваючий танк, розроблений на Волгоградському тракторному заводі у 60-ті роки. У 1961–1962 роках було збудовано 6 прототипів, серійно Об'єкт 906 не вироблявся.

## Історія створення
Об'єкт 906 був створений у конструкторському бюро ВгТЗ, роботами керував І.В.Гавалов. Танк опрацьовувався у двох варіантах ПТ-85 (з 85-мм гарматою) та ПТ-90 (з 90-мм гарматою). У 1961—1962 ріках були виготовлені шість дослідних зразків ПТ-85, два з яких у 1963 ріку пройшли випробування на полігоні НДІБТ в Кубинці, проте танк на озброєння прийнятий не був.

## Опис конструкції
Об'єкт 906 мав класичну схему компонування, екіпаж складав 3 людини.

### Броньовий корпус та вежа
Корпус повністю герметичний і зварений з катаних броньових алюмінієвих листів. Застосування алюмінію замість сталі дозволило зменшити загальну масу корпусу в порівнянні з легким плаваючим танком ПТ-76 на 1,5 т. У кормовій частині корпусу були розміщені двигун та трансмісія. Башта виготовлялася із сталевих броньових листів. Лобова броня корпусу і башти витримували постріли кулями калібру 14,5 мм з відстані більше 100 м. У башті розташовувався автомат заряджання.

### Озброєння
Як основне озброєння на танку ПТ-85 використовувалася 85-мм гармата Д-58, у варіанті ПТ-90 передбачалося використовувати 90-мм гармату Д-62. В обох випадках возимий боєкомплект становив 40 пострілів, з яких 15 були завантажені в механізоване укладання автомата заряджання. Гармата мала двоплощинний стабілізатор озброєння.
Додатково в машині був спарений з гарматою гарматою 7,62-мм танковий кулемет СГ-43СГМТ. Возимий боєкомплект становив 2000 набоїв.

### Засоби спостереження та зв'язку
Для забезпечення зв'язку на танку «Об'єкт 906» була радіостанція Р-123. Для спостереження за місцевістю було встановлено телескопічний приціл.

### Двигун та трансмісія
На дослідному танку «Об'єкт 906» використовувався дизельний 4-тактний двигун рідинного охолодження. Потужність двигуна становила 300 к.с. Трансмісія механічна. Головна фрикційна муфта запозичалася з танку ПТ-76, крім неї до складу трансмісії входили проста ступінчаста коробка передач та бортові редуктори.

### Ходова частина
Об'єкт 906 мав гусеничний рушій. Для подолання водних перешкод шасі було оснащено водометами. Ходова частина танку складалася з 14 опорних алюмінієвих котків, 8 підтримуючих, а також 2 напрямних коліс. Для підтримки необхідного натягу гусениць був спеціальний компенсуючий пристрій. Тип підвіски, що використовується: індивідуальний торсіонний з 6 телескопічними гідроамортизаторами.

## Модифікації

### ПТ-85
Базовий варіант машини "Об'єкт 906" з установкою 85-мм гармати Д-58.

### ПТ-90
Варіант "Об'єкта 906" з установкою 90-мм гармати Д-62. Існував лише у стадії технічного проекту. Основні ТТХ аналогічні ПТ-85.

### Об'єкт 906Б
Варіант "Об'єкта 906" з використанням зміненого базового шасі. Існував лише на стадії проекту. Основні ТТХ:
- Маса, т: 13,0
- Екіпаж, чол.: 2
- Довжина шасі, мм: 6475
- Довжина з гарматою вперед, мм: 8900
- Ширина, мм: 2900
- Висота, мм: 1770
- Кліренс, мм: 120..400
- Тип броні: протипульна
- Калібр і марка гармати: 85-мм Д-58
- Тип гармати: нарізна
- Боекомплект гармати, вистр.: 40
- Приціли: телескопічний
- Кулемети: 1 х 7,62-мм СГМТ
- Тип двигуна: дизельний УТД-20
- Потужність двигуна, к.с.: 300
- Швидкість по шосе, км/год: 80
- Швидкість по пересіченій місцевості, км/ч: 8..10 на плаву
- Запас ходу шосе, км: 600
- Питома потужність, л.с./т: 22,8
- Питомий тиск на ґрунт, кг/кв.см: 0,46
- Подоланий підйом, град.: 35
- Подоланий крен, град.: 30
- Подоланий брід, м: плаває

## Машини на базі
- Об'єкт 909 — командно-штабна машина, оснащена УКХ радіостанцією «Бант». Існувала тільки в стадії проекту[1].

## Збережені екземпляри
На даний момент єдиний екземпляр ПТ-85, що зберігся, знаходиться в Бронетанковому музеї в Кубинці.